# Eugenbach (Altdorf)

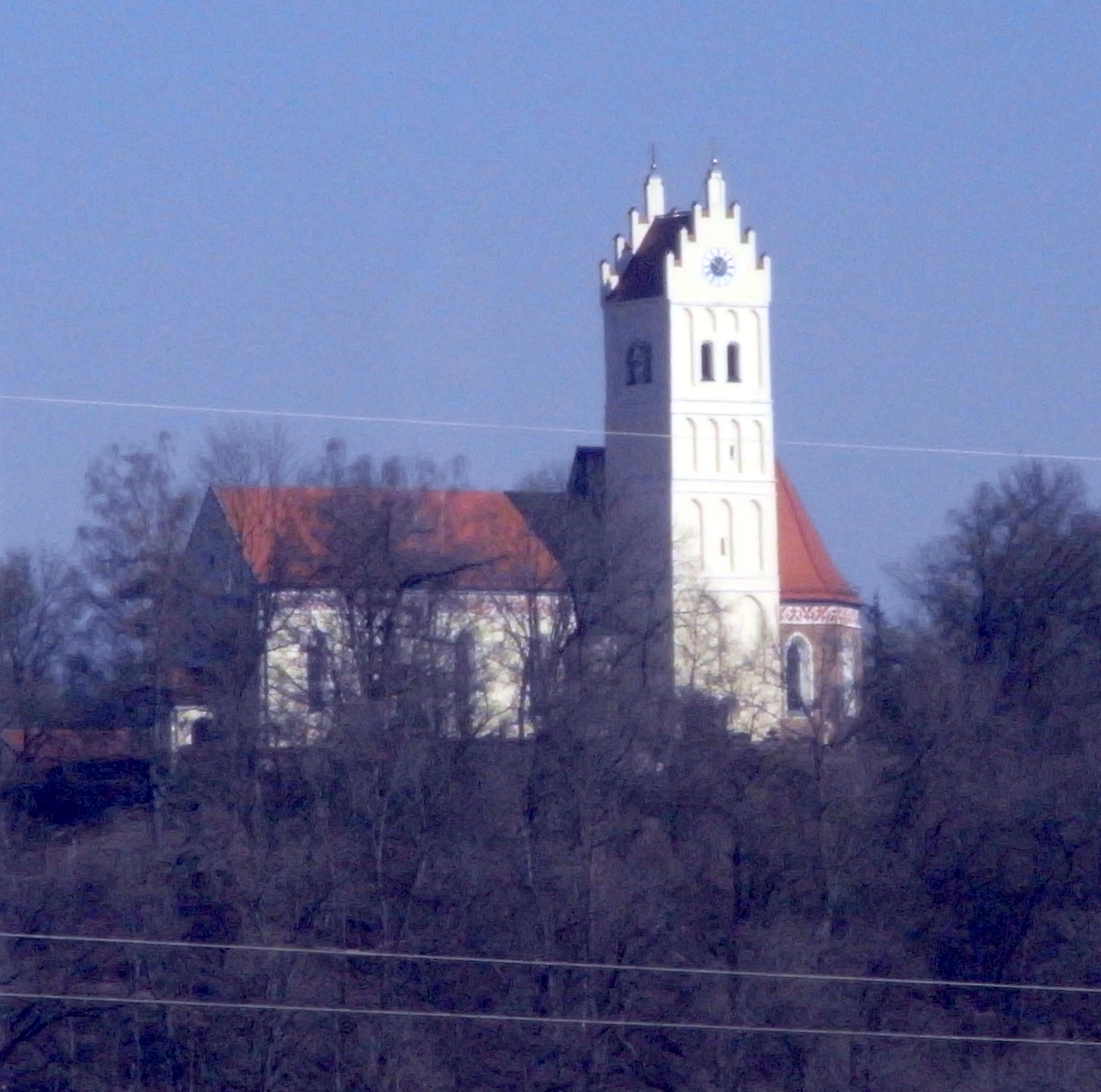
Die Pfarrkirche St. Georg

Eugenbach ist ein Ortsteil des Marktes Altdorf im niederbayerischen Landkreis Landshut. 

## Lage
Das Pfarrdorf Eugenbach liegt am Rande des Isartals in der Nähe der A 92 etwa zwei Kilometer südwestlich vom Altdorf, mit dem es südlich der Eugenbacher Straße zusammengewachsen ist. Hoch über dem Dorf thront auf dem Kirchenberg die Sankt-Georgs-Kirche.

## Geschichte
Ebenso wie Altdorf und andere Ortschaften am Rande des Isartals ist Eugenbach sehr altes Siedlungsgebiet. Der markante Kirchenberg wurde vermutlich schon in prähistorischer Zeit als Fluchtstätte benutzt und dabei burgähnlich ausgebaut.Yupinpach wird erstmals am 11. November 822 in einer Urkunde des Hochstifts Regensburg aufgeführt. Möglicherweise ist der Name auf das in einem römischen Straßenverzeichnis erwähnte lovisura, das heißt auf eine Straßenstation, zurückzuführen. Ebenso wie in Altdorf befand sich in Eugenbach eine römische Villa rustica (Landhaus), der zudem eine Töpferei angegliedert war.
Aus der ursprünglichen einfachen Mönchsseelsorge durch das Kloster St. Emmeram bildete sich schon um 750 die Urpfarrei Eugenbach. Mit dem Aufschwung der Wallfahrt zu „Unserer Lieben Frau“ von Altdorf verlagerten sich die wachsenden Aufgaben der Pfarrseelsorge im 14. Jahrhundert mehr und mehr nach Altdorf. Eugenbach galt als geschlossene Hofmark, hatte aber keinen eigenen Sitz.
Am 17. Mai 1818 wurde nach dem revidierten Gemeindeedikt die Gemeinde Eugenbach gebildet. Nach der Gemeindeordnung des königlichen Innenministeriums vom 29. April 1869 sollte Eugenbach mit 320 Seelen, Pfettrach mit 329 Seelen, Münchnerau mit 362 Seelen und Altdorf mit 633 Seelen zu einer sogenannten Bürgermeisterei Altdorf vereinigt werden. Dieses Reformvorhaben scheiterte. Erst im Zuge der Gebietsreform in Bayern wurde mit Wirkung vom 1. Januar 1971 die Gemeinde Eugenbach der Gemeinde Altdorf eingegliedert.
1885 wurde in Eugenbach ein eigenes Schulhaus errichtet. Es bestand bis zur 1972 erfolgten Fertigstellung des Schulzentrums in Altdorf, das die Eugenbacher Schüler übernahm.

## Sehenswürdigkeiten
- Pfarrkirche St. Georg. Von dem spätgotischen Bauwerk ist noch der Turm von 1517 erhalten. Das Langhaus wurde barock und neugotisch umgestaltet. Zuvor befand sich hier der Burgstall Eugenbach.

## Vereine
- Burschenverein Eugenbach
- Freiwillige Feuerwehr Eugenbach
- Freiwillige Jugendfeuerwehr Eugenbach
- Katholische Landjugendbewegung Eugenbach
- Krieger- und Soldatenkameradschaft Eugenbach
- Obst- und Gartenbauverein Eugenbach
- Eichbaum-Oberndorfer-Schützen Eugenbach. Die Oberndorferschützen wurden 1923, die Eichbaumschützen 1932 gegründet. 1964 erfolgte die Vereinigung.
- Tennisclub TC 90 Eugenbach i. WSC. Er gehört zum Hauptverein WSC Eugenbach.
- Wintersportclub Eugenbach. Er wurde am 16. September 1982 gegründet.